# 前田終止
前田 終止（まえだ しゅうじ、1947年（昭和22年）7月25日 - ）は、日本の政治家。前鹿児島県霧島市長（3期）。元鹿児島県牧園町長（1期）。元鹿児島県議会議員（4期）。
鹿児島県市長会、鹿児島県観光連盟で副会長、環霧島会議、錦江湾奥会議で会長を務めた。

## 来歴
鹿児島県霧島市の旧牧園町中津川地域出身。鹿児島県立牧園高等学校（現：鹿児島県立霧島高等学校）を経て、1970年（昭和45年）亜細亜大学法学部卒業。1971年（昭和46年）、衆議院議員中尾宏の秘書になる。1972年に自由民主党に入党。1977年（昭和52年）、衆議院議員二階堂進の秘書になる。
2度の落選を経て、1987年（昭和62年）、鹿児島県議会議員選挙で初当選。以後、県議を4期務める。2004年（平成16年）、霧島市への合併を前提とした牧園町長選挙に出馬し、当選。
2005年 (平成17年）11月7日、牧園町が国分市と姶良郡溝辺町・横川町・霧島町・隼人町・福山町の1市5町と合併したことにより、霧島市が誕生する。それに伴って同年11月27日に執行された霧島市長選挙に無所属で出馬。元国分市長の鶴丸明人を接戦の末に制し、初当選を果たす。
得票数は、前田：36,095票、鶴丸：33,815票。投票率は、72.01％。
2009年 (平成21年）11月15日執行の霧島市長選挙に出馬。前回僅差で下した鶴丸明人と再び一騎打ちとなり、接戦の末に僅か207票差で2期目の当選を果たす。
得票数は、前田：33,108票、鶴丸：32,901票。投票率は、66.69％。
2013年 (平成25年)  11月17日執行の霧島市長選挙に出馬。
この選挙では過去2回接戦を繰り広げた鶴丸明人に加え、霧島市議や鹿児島県議を務めた新人の中重真一、霧島市議会議長を務めた仮屋国治、森山裕衆議院議員の元秘書である山田龍治の5人が出馬した。
結果として候補者乱立で票が分散する事となり
、前回までは接戦だった鶴丸に約8,500票の差をつけ3期目の当選。
得票数は、前田：21,336票、鶴丸：12,774票、中重：10,272票、仮屋：9,317票、山田：8,315票。投票率は、62.28%。
2017年 (平成29年)  11月19日執行の霧島市長選挙に出馬。
当初は、前回下した新人の中重真一、山田龍治による三つ巴の予定であったが、公示直前で山田が市長選への出馬を辞退し、中重との一騎打ちとなった。
過去3回の市長選で前田と戦った鶴丸明人は、この選挙戦で中重支持を表明し、中重陣営の選対本部長を務めた。
これにより中重は自身の支持基盤に加えて鶴丸の支持層による票も得る結果となり、前田は中重に563票の僅差で敗れ、落選。過去4回の霧島市長選で2番目の接戦となった。
得票数は前田：28,892票、中重：29,455票。投票率は、57.64%。
2019年5月24日、同年夏の第25回参議院議員通常選挙の鹿児島県選挙区に無所属で立候補する意向を表明。7月21日の投開票の結果、落選。

## 政策
- 憲法改正について「どちらかと言えば賛成」としている[8]。
- 選択的夫婦別姓導入に「どちらかと言えば賛成」としている[8]。
- 同性婚について「どちらかと言えば賛成」[8]。
- 治安維持のためプライバシーや個人の権利の制約は当然だと主張[8]。